# Вашура Микола Васильович
Вашура Микола Васильович (30 жовтня 1977, Кременчук, Полтавська область — 31 жовтня 2016, Покровське (Бахмутський район), Донецька область) — солдат Збройних сил України, «Кіборг» - обороняв Донецький аеропорт, старший сержант 93-ї окремої механізованої бригади, учасник російсько-української війни.  Позивний «Мент».

## Життєпис
Навчався в школі № 16. Після закінчення школи з відзнакою закінчив ВПУ №7 за спеціальністю «слюсар-інструментальник». Після навчання служив у Збройних Силах України. Працював таксистом, потім на колісному та вагонобудівному заводі. До війни два роки служив у патрульній службі МВС у Кременчуці (звідси позивний “Мент”).
На фронт Микола Вашура потрапив у 2014 році в складі 93-ї ОМБр, з 27 жовтня 2014-го воював у Пісках.
Боронив Донецький аеропорт. 
Після поранення у Миколи Вашури залишився осколок біля серця. 
На війну вони йшли разом з Олегом Фенем (позивний - “Катастрофа”), Микола Вашура проводжав друга в останню путь, і тому просив, якщо щось трапиться, поховати його біля побратима.
У вересні 2015 року Микола демобілізувався, привіз із собою з передової пораненого і контуженого собаку.
9 листопада 2015 року підписав контракт і повернувся в зону бойових дій. 
31 жовтня 2016 Микола після чергування приліг відпочити й не прокинувся — помер уві сні.
3 листопада 2016 р. похований на Свіштовському кладовищі на алеї Героїв АТО

## Нагороди
- 2 лютого 1016 року на сесії Кременчуцької міської ради Миколу Вашуру нагородили нагрудним знаком Полтавської облдержадміністрації «За вірність народу України» 1 ступеню.

## Вшанування пам'яті
- 27 вересня 2017 року була встановлена меморіальна дошка Миколі Вашурі  на будівлі школи № 16, яку закінчив боєць[2][3][4].
- 27 вересня 2017 року була встановлена меморіальна дошка Миколі Вашурі на будівлі ВПУ №7 [5]